# 차오양루역
차오양루역(중국어: 曹杨路站)은 상하이시 푸퉈 구 카이솬 북로 및 차오양 로에 위치한, 상하이 지하철 3호선, 4호선, 상하이 지하철 11호선의 지하철 역이다. 향후 14호선과도 환승될 예정이다.

## 역 정보

### 승강장 구조
| 2층      | 상대식 승강장, 오른쪽 출입문이 열림 | 상대식 승강장, 오른쪽 출입문이 열림                                              |
| 2층      | 1번 승강장                          | 3호선 진샤장루행 열차 (상하이 남역 방면)← 4호선 진샤장루행 열차 (외선순환 방면)← |
| 2층      | 2번 승강장                          | 3호선 쩐핑루행 열차 (장양베이루 방면→ 4호선 쩐핑루행 열차 (내선순환 방면)→       |
| 2층      | 상대식 승강장, 오른쪽 출입문이 열림 |                                                                                  |
| 1층      | 대합실                              | 5-7번 출구, 서비스 센터                                                          |
| 지하 1층 | 환승 통로                           |                                                                                  |
| 지하 1층 | 환승 통로                           |                                                                                  |
| 지하 1층 | 환승 통로                           | 환승 통로                                                                        |
| 지하 2층 | 대합실                              |                                                                                  |
| 지하 2층 | 대합실                              |                                                                                  |
| 지하 2층 | 대합실                              | 1-4번 출구, 서비스 센터                                                          |
| 지하 3층 | 3번 승강장                          | 11호선 룽더루행 열차 (디즈니 리조트 방면)←                                       |
| 지하 3층 | 섬식 승강장, 왼쪽 출입문이 열림     |                                                                                  |
| 지하 3층 | 4번 승강장                          | 미사용                                                                           |
| 지하 4층 | 5번 승강장                          | 11호선 펑차오루행 열차 (자딩베이/화차오 방면)→                                   |
| 지하 4층 | 섬식 승강장, 오른쪽 출입문이 열림   |                                                                                  |
| 지하 4층 | 6번 승강장                          | 미사용                                                                           |

차오양루 역은 총 6층으로 나뉜다. 지상 2층에는 3호선과 4호선 승강장이 있고, 지상 1층에는 3호선과 4호선 역 홀, 지하 1층에는 환승통로, 지하 2층에는 11호선과 14호선 역 홀, 지하 4층에는 11호선과 14호선 승강장이 있다.
차오양루 역은 6개의 선로가 지나는데, 지상의 섬식 선로의 경우, 1개는 장양베이루 방면 열차가, 1개는 상하이 남역 방면 열차가 지나며, 2개의 선로로 4개의 노선을 공유한다. 지하의 선로의 경우, 1개는 자딩베이/화차오 방면 열차가 디즈니 리조트 방향 열차가 지난다.

### 출구 정보
차오양루 역은 7개의 출구를 가지고 있다.
- 1번 출구：차오양 로，바이위 로
- 2번 출구：차오양 로, 바이위 로
- 3번 출구：차오양 로
- 4번 출구：차오양 로
- 5번 출구：차오양 로
- 6번 출구：카이솬 북로, 차오양 로
- 7번 출구：카이솬 북로, 차오양 로

## 대중 교통 환승
01、36、40、44、62、63、69、94、105、106、129、136、216、224、309、319、321、340、562、706、717、737、740、742、743、768、829、837、838、846、876、909、923、948、950、951、966、北安线、北安区间、北安跨线班车、沪钱专线、陆安专线、陆安专线（高速）、陆安专线（高速B线）

## 역사
- 2000년 12월 26일：3호선 개통.
- 2005년 12월 31일：4호선 개통.
- 2009년 12월 31일：11호선 개통.

## 사진첩

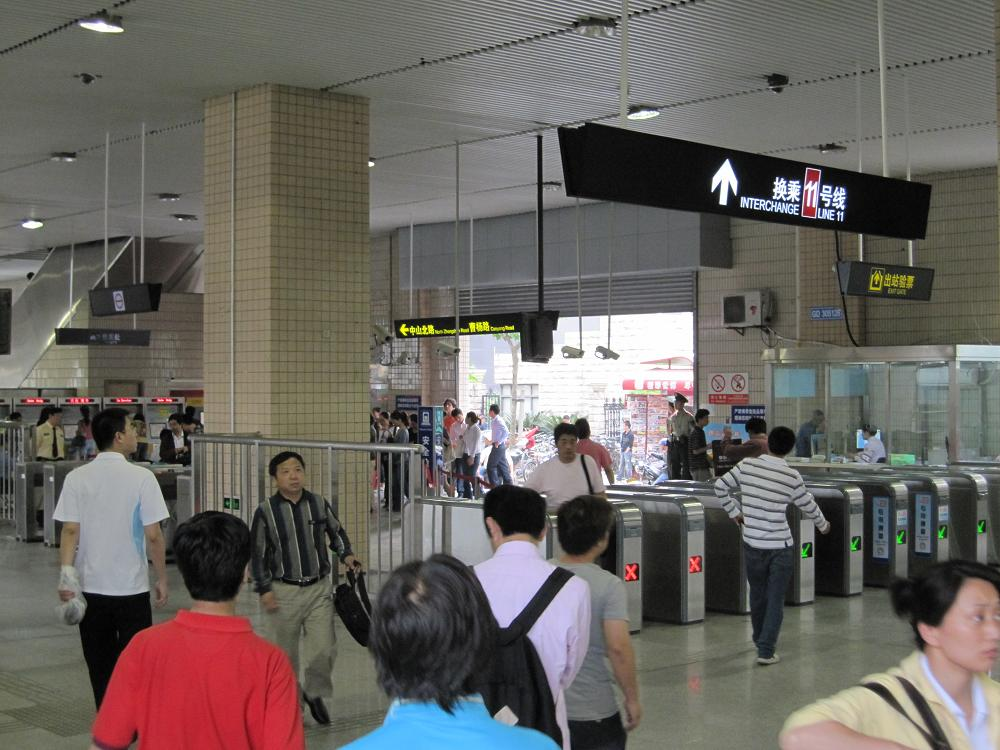
개찰구
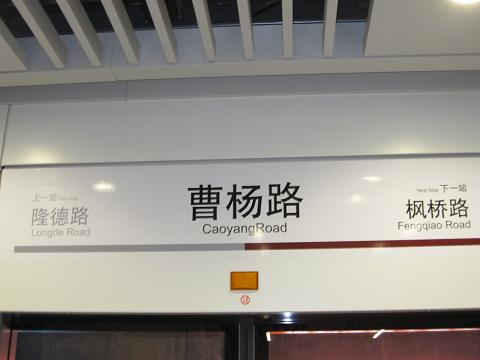
역명판

## 인접 역
| 상하이 지하철 3호선       | 상하이 지하철 3호선    | 상하이 지하철 3호선           |
| ------------------------- | ---------------------- | ----------------------------- |
| 진샤장루 상하이 남역 방면 | ■ 상하이 지하철 3호선  | 쩐핑루 장양베이루 방면        |
| 상하이 지하철 4호선       |                        |                               |
| 진샤장루 외선순환 방면    | ■ 상하이 지하철 4호선  | 쩐핑루 내선순환 방면          |
| 상하이 지하철 11호선      |                        |                               |
| 룽더루 디즈니 방면        | ■ 상하이 지하철 11호선 | 펑차오루 자딩베이/화차오 방면 |